# Guy Lafitte
Pour les articles homonymes, voir Laffitte.
Guy Lafitte, né le 12 janvier 1927 à Saint-Gaudens (Haute-Garonne) et mort le 11 juillet 1998 à Tournan (Gers), est un saxophoniste ténor de  jazz français.

## Biographie
Après un engagement, très jeune, pendant la guerre, dans les FTP et le maquis, il joue de la clarinette et du saxophone dans des orchestres de musette, il apprend le jazz à la clarinette dans l'orchestre du pianiste montalbanais Jimmy Rena puis il joue dans les cabarets de Toulouse (dont la fameuse Tournerie des Drogueurs), et du sud de la France. Monté à Paris, il troque sa clarinette contre un saxophone ténor. Il est surtout connu pour sa collaboration avec Mezz Mezzrow en 1951-1952, et pour ses concerts avec Big Bill Broonzy en 1951.

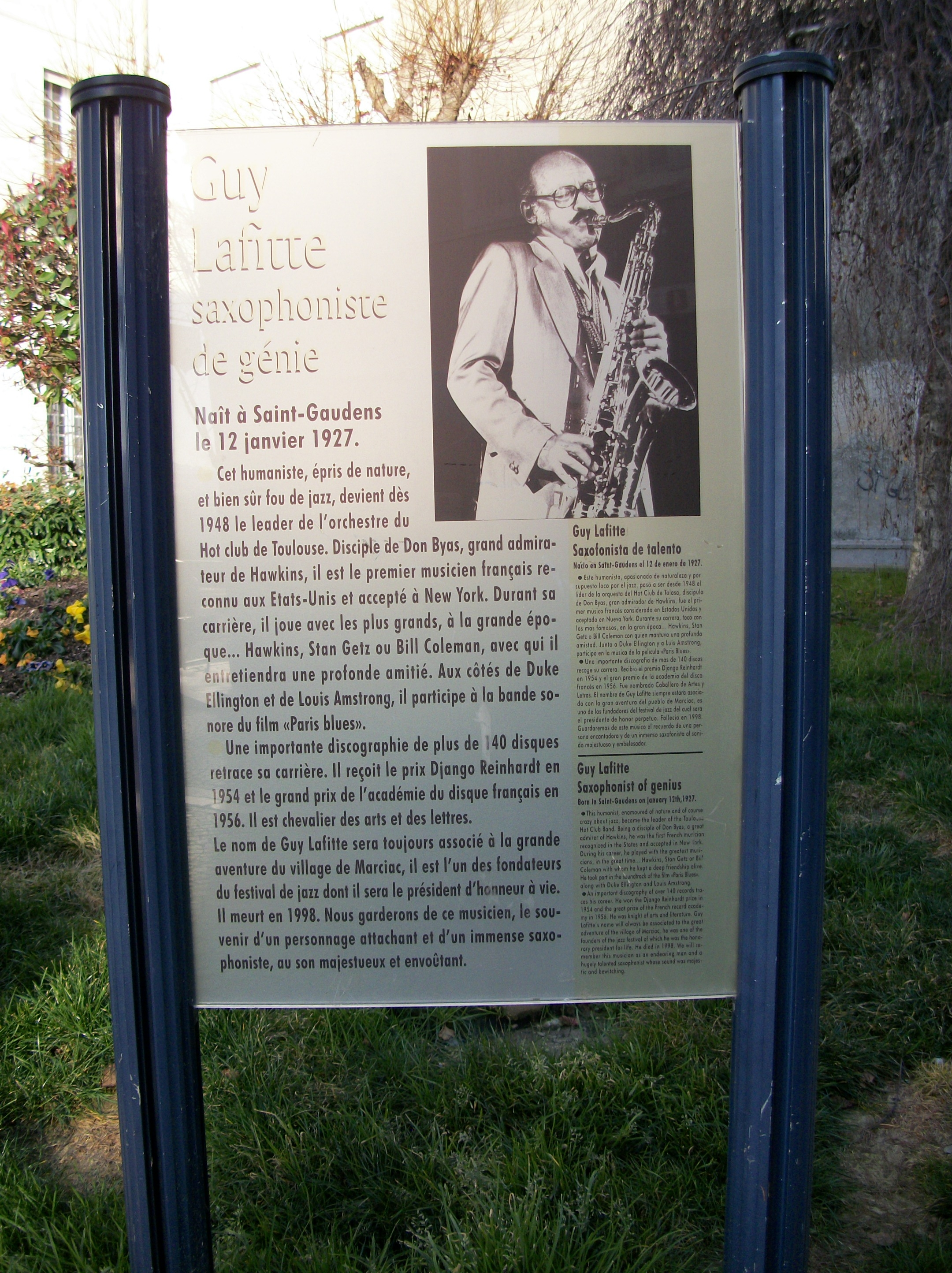
Plaque commémorative à Saint-Gaudens

Il s'installe à Paris en 1954 et joue avec Lionel Hampton et Emmett Berry. Il a également collaboré à divers projets avec des musiciens comme Jack Diéval, Wild Bill Davis (en) (Milt Buchner et Jo Jones) et Bill Coleman. 
Dans le film Paris Blues, un film américain réalisé par Martin Ritt, sorti en 1961, l'acteur noir américain Sidney Poitier joue le rôle d'un saxophoniste de jazz. Toutes les scènes où on le voit et l'entend jouer du saxophone sont doublées par Guy Lafitte.
Il cosigna avec le pianiste Martial Solal la musique du premier gros tube de Dick Rivers avec les Chats Sauvages, « Twist à Saint-Tropez » en 1961...
Dans l'émission radio La prochaine fois je vous le chanterai sur France Inter présentée par Philippe Meyer, le générique de fin est Talma, composée par Pierre Boussaguet, contrebassiste, et interprétée par le Guy Lafitte Quartet (Live 93).  
Vers 1971, il laisse tomber la musique pour se consacrer, avec son épouse Colombe, à ses moutons dans la ferme qu'il possédait à Tournan dans le Gers. Il reviendra au jazz en 1977 lors d'une mini tournée avec le trompettiste de La Nouvelle-Orléans Wallace Davenport. Dès lors, il participe à de nombreux festivals de jazz. Président d'honneur du festival Jazz in Marciac avec Bill Coleman, il s'occupa aussi du festival de jazz de Ramatuelle. Ses derniers disques sont faits en compagnie de Pierre Boussaguet à la basse et Jeanot Rabeson au piano. Il devait participer au festival de Jazz de Montauban avec Pierre Boussaguet et Jacky Terrasson en juillet mais décède le 11 juillet 1998.
Un livre aux éditions Art-média raconte sa vie d'après quelques notes écrites au fil des jours.

## Récompenses
- 1er prix Django-Reinhart 1954
- Grand prix international du disque 1956 de l'Académie Charles-Cros (pour l’album avec André Persiany : « Classiques du jazz » (vol. 1))

## Discographie
- 1954 - Blue And Sentimental (Emarcy) avec Peanuts Holland (en), Raymond Fol, Jean-Claude Pelletier, Geo Daly
- 1956 - Les Classiques de Jazz (vol. I) (Columbia) avec André Persiany (p), Paul Rovere (b), Teddy Martin (dr)
- 1958 - Les Classiques de Jazz  (vol. II) (Columbia) avec André Persiany (p), Paul Rovere (b), Christian Garros (dr)
- 1969 - Blues (Vega) avec Raymond Fol (p), Pierre Cullaz (g), Henri Texier (b), Daniel Humair (dr) et Charles Saudrais (dr) sur trois morceaux
- 1978 - Corps Et Âme (Black and Blue Records) avec Hank Jones, George Duvivier, J. C. Heard
- 1979 - "happy!" (Black and Blue Records) avec Hank Jones, Roland Lobligeois, Bobby Durham
- 1982 - Live au HCF Paris Marcel Blanche, Roland Lobligeois, Jean-Claude Naude, tp  et Marie-Ange Martin, gt .
- 1983 - Lotus Blossom (Black & Blue) avec Wild Bill Davis, Clyde Lucas
- 1984 - Guy Lafitte joue Charles Trenet (Black & Blue) avec Marc Hemmeler (p), Jack Sewing (b), Philippe Combelle (dr)
- 1990 - The Things We Did Last Summer (Black & Blue) avec Jacky Terrasson, Pierre Boussaguet, Al Levitt
- 1993 - Live 93 avec Pierre Boussaguet, Jeanot Rabeson, Al Levitt
- 1997 - Crossings avec [Pierre Boussaguet]

### Sideman
- Arnett Cobb Quintet : Live! (Black & Blue, 1980)
- Bill Coleman Quintet mit Guy Lafitte: Lions Abroad vol. 3 - A Lion in Paris (Black Lion, 1973) Bill Coleman - Ben Webster - Guy Lafitte (Jazz Colours, 1973)
- Bill Coleman . Really I Do . 1980 .         Black and Blue Sessions .
- Lionel Hampton : Paris Session 1956 (EMI)
- Peanuts Holland Sextet : Jazz In Paris: Peanuts Holland - Buck Clayton - Charlie Singleton (Emarcy, 1954)
- Sammy Price Quintet : Le Jazz En France - vol. 14 - Boogie Woogie A La Parisienne (Pathe, 1956)
- Lucky Thompson Sextet : Lucky Thompson (Swing, 1956)
- Pierre Boussaguet : Trio Europa (Emarcy, 1998)

## Source
- Richard Morton & Brian Cook : The Penguin Guide To Jazz On CD, Sixth Edition, London, Penguin, 2001
- Guy Lafitte, Comme si c'était le printemps, Laugnac, Art média éd, 2003, 118 p. (ISBN 2-914002-06-8)